# Ostrovkî, Manevîci
Ostrovkî (în ucraineană Островки) este un sat în comuna Rudnîkî din raionul Manevîci, regiunea Volînia, Ucraina.

## Demografie
Componența lingvistică a localității Ostrovkî
     Ucraineană (99,57%)
     Alte limbi (0,43%)
Conform recensământului din 2001, majoritatea populației localității Ostrovkî era vorbitoare de ucraineană (99,57%), existând în minoritate și vorbitori de alte limbi.